# Perxylobates sinlimes
Perxylobates sinlimes är en kvalsterart som först beskrevs av Hammer 1971.  Perxylobates sinlimes ingår i släktet Perxylobates och familjen Protoribatidae. Inga underarter finns listade i Catalogue of Life.